# Luis Marín (Costa Rica)
Luis Antonio Marín Murillo (Alajuela, 10 augustus 1974) is een voormalig Costa Ricaanse profvoetballer. Hij speelde als verdediger bij onder meer Maccabi Netanya.

## Clubcarrière
Marín speelde van 1993 tot 1998 en van 1999 tot 2006 bij LD Alajuelense, waar hij zeven nationale titels, de UNCAF Club Cup in 2002 en 2005 alsmede de CONCACAF Champions Cup in 2004 won. Verder speelde Marín in zijn carrière als profvoetballer bij Universidad de San Carlos in Guatemala (1998) en River Plate Montevideo in Uruguay (1999). Sinds 2006 speelt Marín in Israël bij Maccabi Netanya.

## Interlandcarrière
Zijn interlandcarrière begon op 23 juni 1993 met Panama als tegenstander. Later zou Marín deel uitmaken van de Costa Ricaanse selectie op het WK 2002 en het WK 2006. Ook maakte hij deel uit van het winnende team tijdens de UNCAF Nations Cups van 1997, 1999 en 2003. Tot en met 31 mei 2006 speelde Marín 120 interlands, waarin hij vijf maal tot scoren kwam. Daarmee is hij de Costa Ricaan met de meeste interlands aller tijden achter zijn naam.